# Leonardo Re
Leonardo Re (* 2. April 1991 in Vorwerk) ist ein deutscher Regisseur.

## Leben
Leonardo Re ist Sohn des Literaturwissenschaftlers H. Gustav Klaus.
Nach seinem Studium an der Met Film School London kehrte er nach Bremen zurück, um als Partner in der Werbeagentur BITENOTBARK den Filmbereich der Agentur aufzubauen und als Produzent und Regisseur an Industriefilmen zu arbeiten. In seiner Freizeit erstellte er zahlreiche Kurzfilme, darunter auch den nordmedia-geförderten Horrorkurzfilm Incubo, weshalb er von der taz als „Mann der kurzen Filme“ bezeichnet wurde.
Mit seiner Hommage an die Talkshows von Günter Gaus Gespräche mit Günter Gelb wurde Re 2017 für den Deutschen Jugendfilmpreis und den Deutschen Nachwuchsfilmpreis nominiert.
Von Mitte 2019 bis Ende 2020 war Leonardo Re als Herstellungsleiter bei LOOKSfilm tätig und wirkte unter anderem am Grimme-Preis-nominierten Dokumentarfilm Colonia Dignidad – Aus dem Innern einer deutschen Sekte sowie an der ebenfalls Grimme-Preis-nominierten Dokumentarfilmserie Afghanistan. Das verwundete Land mit.

### Engagements und Mitgliedschaften
2013, im Alter von nur 22 Jahren, wurde Leonardo Re in den Vorstand des Filmbüro Bremen gewählt, in dem er bis 2015 blieb.
Leonardo Re gehörte 2015 zu den Gründungsmitgliedern des eingetragenen Vereins Freie Agentur zur Förderung Bremer Schauspieler, bei dem er bis heute zweiter Vorsitzender ist.

### Privates
Seit Ende 2018 lebt Re in Berlin-Wedding.

## Filmografie
Regisseur (Auswahl)
- 2014: Wasser (Kurzspielfilm)
- 2016: Gespräche mit Günter Gelb (Kurzspielfilm)
- 2017: Incubo (Kurzspielfilm)[9]
- 2018: Pornos gibt’s im Kiosk (Kurzspielfilm)
- 2021: Ausgekocht (Arbeitstitel; mittellanger Film)

Herstellungsleiter (Auswahl)
- 2019: Afghanistan. Das verwundete Land
- 2019: Solidarność – Der Mauerfall begann in Polen
- 2020: Vertreibung – Odsun. Das Sudetenland
- 2020: Der Bruderkrieg – Deutsche und Franzosen 1870/71
- 2020: Colonia Dignidad – Aus dem Innern einer deutschen Sekte
- 2021: Dig Deeper: Das Verschwinden von Birgit Meier

## Auszeichnungen (Auswahl)
- Jurypreis des FilmFestSpezial 2019 (für Pornos gibt's im Kiosk)[10]
- Nominierung für den Deutschen Jugendfilmpreis (für Gespräche mit Günter Gelb)[3]
- Nominierung für den Deutschen Nachwuchsfilmpreis (für Gespräche mit Günter Gelb)[4]
- Nominierung beim Bundesfestival junger Film (für Gespräche mit Günter Gelb)[11]
- "Prädikat besonders wertvoll" der Filmbewertungsstelle (für Wasser)[12]